# Tamalín (kommun)
Tamalín är en kommun i Mexiko.   Den ligger i delstaten Veracruz, i den sydöstra delen av landet, 270 km nordost om huvudstaden Mexico City. Antalet invånare är 11 269. Arean är 418 kvadratkilometer.
Terrängen i Tamalín är platt.
Följande samhällen finns i Tamalín:
- Tamalín
- Palmarillo
- Calmecate
- Ampliación Ejido Rincón
- Rancho Nuevo